# Strażnica WOP Kołobrzeg
Strażnica Wojsk Ochrony Pogranicza Kołobrzeg – zlikwidowany podstawowy pododdział graniczny Wojsk Ochrony Pogranicza pełniący służbę ochronną na granicy morskiej.

Strażnica Straży Granicznej w Kołobrzegu – zlikwidowana graniczna jednostka organizacyjna polskiej straży granicznej realizująca zadania bezpośrednio w ochronie granicy państwowej.

## Formowanie i zmiany organizacyjne
Strażnica została sformowana w 1945 w strukturze 17 komendy odcinka Koszalin jako 81 strażnica WOP (Kołobrzeg) o stanie 56 żołnierzy. Kierownictwo strażnicy stanowili: komendant strażnicy, zastępca komendanta do spraw polityczno-wychowawczych i zastępca do spraw zwiadu. Strażnica składała się z dwóch drużyn strzeleckich, drużyny fizylierów, drużyny łączności i gospodarczej. Etat przewidywał także instruktora do tresury psów służbowych oraz instruktora sanitarnego. Sformowane strażnice morskiego oddziału OP nie przystąpiły bezpośrednio do objęcia ochrony granicy morskiej. Odcinek dawnej granicy polsko-niemieckiej sprzed 1939 od Piaśnicy, aż do lewego styku z 4 Oddziałem OP ochraniany był przez radziecką straż graniczną wydzieloną ze składu wojsk marszałka Rokossowskiego. Pozostały odcinek granicy od rzeki Piaśnica, aż po granicę z ZSRR zabezpieczała Morska Milicja Obywatelska.
W związku z reorganizacją oddziałów WOP, 24 kwietnia 1948, 81 strażnica OP została włączona w struktury 22 batalionu Ochrony Pogranicza, a 1 stycznia 1951 151 batalionu WOP w Trzebiatowie.
Od 15 marca 1954 wprowadzono nową numerację strażnic. Strażnica I kategorii otrzymała numer 78 w skali kraju . W 1955 dowódca WOP rozkazał przejść 15 Brygadzie WOP na etat ćwiczebny. Rozwiązane zostały dowództwa i sztaby batalionów. Z dniem 15 listopada 1955, 151 batalion WOP został rozwiązany i kierowanie strażnicami w tym strażnicą w Kołobrzegu przejął sztab 15 Brygady WOP. 
W 1956 rozpoczęto numerowanie strażnic na poziomie brygady. Strażnica WOP Kołobrzeg I kategorii była 5. w 15 Brygadzie Wojsk Ochrony Pogranicza. W sierpniu 1956 sformowano na nowo dowództwo i sztab 151 batalionu WOP w Trzebiatowie, strażnica w Kołobrzegu została włączona w struktury ww. batalionu WOP. 31 grudnia 1959, po kolejnej zmianie numeracji, strażnica posiadała numer 13 i zakwalifikowana była do kategorii II w 15 Bałtyckiej Brygadzie WOP . W 1960 rozformowano 151 batalion WOP i kierowanie strażnicami w tym strażnicą w Kołobrzegu przejął sztab 15. Bałtyckiej Brygady WOP. Wiosną 1968 zorganizowano strażnicę WOP nadmorską typu III w Kołobrzegu w strukturach 151 batalionu WOP w Trzebiatowie. 

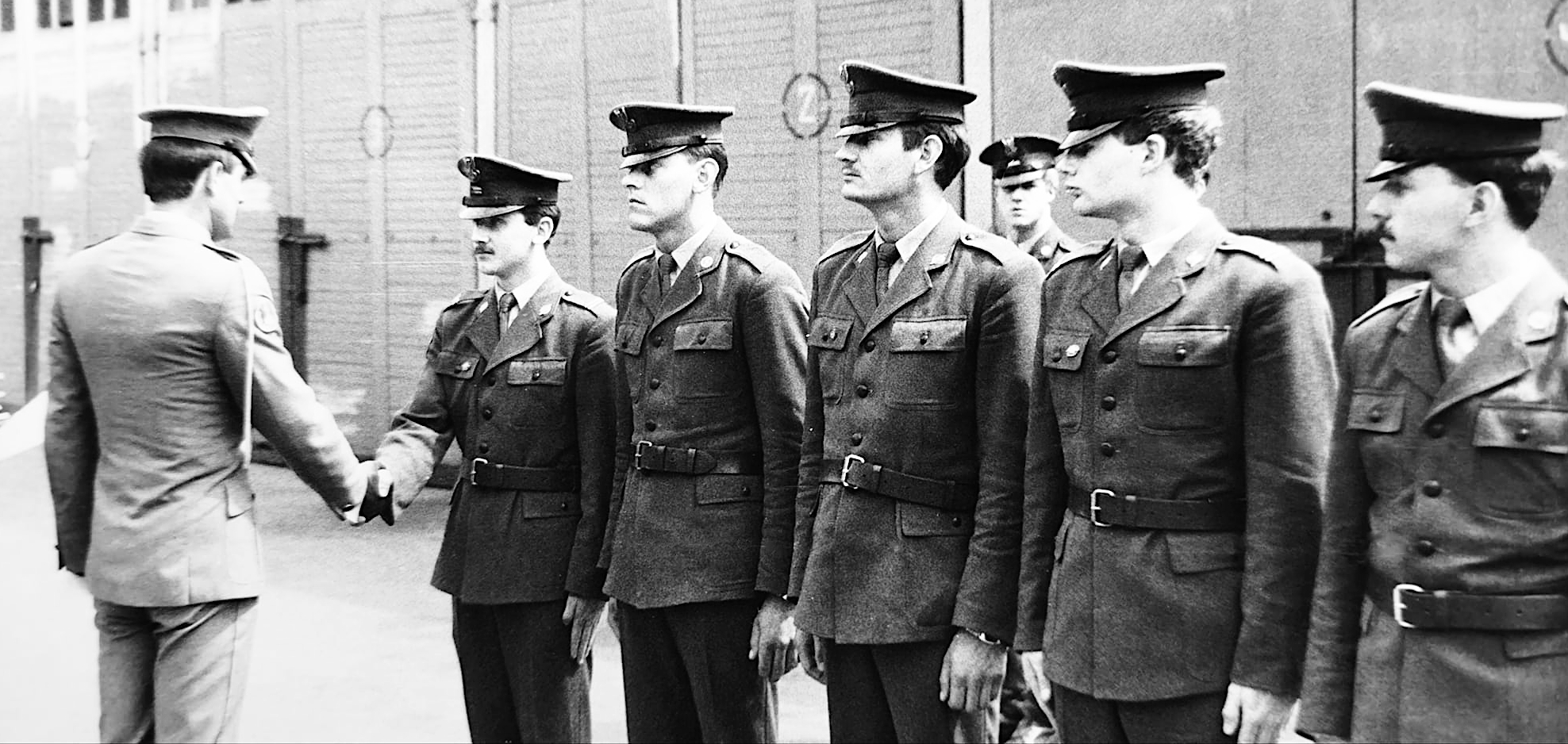
Żołnierze WOP na uroczystej zbiórce z okazji Święta Wojsk Ochrony Pogranicza (10 czerwca 1988)

Strażnica WOP Kołobrzeg do marca 1990 była w strukturach Bałtyckiej Brygady Wojsk Ochrony Pogranicza, a od kwietnia utworzono Bałtyckiego Oddziału Wojsk Ochrony Pogranicza, do 15 maja 1991.
Straż Graniczna:
16 maja 1991  po rozwiązaniu Wojsk Ochrony Pogranicza, strażnica Kołobrzeg weszła w podporządkowanie Bałtyckiego Oddziału Straży Granicznej i przyjęła nazwę Strażnica Straży Granicznej w Kołobrzegu.
W wyniku zmian nadmorskich struktur Straży Granicznej, zgodnie z zarządzeniem Komendanta Głównego SG, od 2 czerwca 1992  Strażnica SG w Kołobrzegu przeszła w podporządkowanie Morskiego Oddziału Straży Granicznej (MOSG).
W 2000 rozpoczęła się reorganizacja struktur Straży Granicznej związana z przygotowaniem Polski do wstąpienia, do Unii Europejskiej i przystąpieniem do Traktatu z Schengen. Podczas restrukturyzacji wprowadzono kompleksową ochronę granicy już na najniższym szczeblu organizacyjnym tj. strażnica i graniczna placówka kontrolna. Wprowadzona całościowa ochrona granicy zniosła podział na graniczne jednostki organizacyjne ochraniające tylko tzw. „zieloną granicę” i prowadzące tylko kontrole ruchu granicznego. W wyniku tego, 2 stycznia 2003 Strażnica SG w Kołobrzegu i GPK SG w Kołobrzegu w ramach Morskiego Oddziału Straży Granicznej zostały połączone w jeden organizm pod nazwą Graniczna Placówka Kontrolna Straży Granicznej w Kołobrzegu.

## Ochrona granicy
Dopiero w kwietniu 1946 strażnica zaczęła przyjmować pod ochronę wybrzeże morskie. W czerwcu 1946 pełniła służbę na swoim odcinku z wyjątkiem portu w Kołobrzegu.

## Wydarzenia
- 1970–1971 – w celu natychmiastowego rozpoznania celów wykrytych przez stacje radiolokacyjne na wodach terytorialnych dla wybranych strażnic nadmorskich WOP przydzielono rzeczne kutry rozpoznawcze typu KR-70 po przystosowaniu ich do eksploatacji w warunkach morskich (Dopuszczenie kutrów rzecznych do służby na morzu było rozwiązaniem doraźnym)[19].
- 1973–1975 – wybrane strażnice nadmorskie WOP otrzymały ze stoczni w Ustce kutry przystosowane do służby morskiej przede wszystkim umożliwiające szybkie i bezpieczne potrafiące dobicie do plaż morskich (Prototyp takiego kutra opracowała, a następnie wykonała stocznia w Ustce w 1972. Podstawowym materiałem jaki użyto do jego budowy był laminat poliestrowo-szklany)[19].
- 1976 – wycofano z granicy rowery, zastępując je motocyklami małolitrażowymi; WSK-175 dla kadry i WSK-125 dla żołnierzy służby zasadniczej (5–13 motocykli w zależności od obsady i na jakiej granicy). Wyposażone w łączność radiową motocykle stały się podstawowym środkiem transportu w służbie patrolowej i rozpoznawczej[20].
- 13 grudnia 1981–22 lipca 1983 – (stan wojenny w Polsce), normę służby granicznej dla żołnierzy podwyższono z 8 do 12 godzin na dobę. Ścisłą kontrolą objęto całą strefę nadgraniczną. W stan gotowości były postawione pododdziały odwodowe[21].

## Strażnice sąsiednie
- 80 strażnica WOP Grzybów ⇔ 82 strażnica WOP Gąski − 1946[4]
- 80 strażnica OP Rogowo ⇔ 82 strażnica OP Ustronie Morskie − 1949[7]
- 77 strażnica WOP Dźwirzyno II kat. ⇔ 79 strażnica WOP Ustronie Morskie II kat. − 15.03.1954[9]
- 4 strażnica WOP Dźwirzyno II kat. ⇔ 6 strażnica WOP Ustronie Morskie II kat. − 1956[13]
- 14 strażnica WOP Dźwirzyno IV kat. ⇔ 12 strażnica WOP Ustronie Morskie III kat. − 31.12.1959[14]
- Strażnica WOP Dźwirzyno ⇔ Strażnica WOP Ustronie − wiosna 1968[g]

Straż Graniczna:
- Strażnica SG w Dźwirzynie ⇔ Strażnica SG w Ustroniu Morskim – 16.05.1991[17].

## Komendanci/dowódcy strażnicy
- ppor. Mikuszewski[3]
- ppor. Franciszek Bielec (był 10.1946)[h].

Komendanci strażnicy SG:
- por. SG/mjr SG Mirosław Milczarek (od 1991)[22].